# Осокино (Багратионовский район)
Осокино (до 1946 года — Гросс Вальдек) — посёлок в Багратионовском районе Калининградской области. Входит в состав муниципального образования сельское поселение Гвардейское.

## История
18 августа 1914 года, территория поселка была занята русскими войсками.
В 1920-х у ручья перед мостом был установлен памятный камень с именами погибших на войне односельчан.
В 1946 году Гросс Вальдек был переименован в Осокино.

## Население
| 2002 | 2010 |
| ---- | ---- |
| 69   | ↗86  |

В 1910 году проживало 179 человек.